# Paddy Considine
Patrick George Considine (Staffordshire, Inglaterra, 5 de septiembre de 1973), conocido como Paddy Considine, es un actor, director, guionista y músico británico. Interpretó al rey Viserys Targaryen en la serie de HBO La casa del dragón.

## Biografía
Es hijo de padre irlandés y tiene cinco hermanos.
En abril de 2011 Paddy reveló que había sido diagnosticado con el síndrome de Asperger. En 2013 reveló que sufría de una condición visual en la percepción llamada "síndrome de Irlen".
Es buen amigo del director Shane Meadows.
Paddy está casado con Shelley Considine, y la pareja tiene un hijo, Joseph Considine.

## Carrera
Antes de convertirse en actor fue fotógrafo.
En 1999 interpretó al perturbado Morell en la película A Room for Romeo Brass.
En el 2002 dio vida al inmigrante irlandés Johnny en la película In America.
En el 2003 apareció en el video musical "God Put A Smile Upon Your Face" de la exitosa banda Coldplay.
También en el 2003 apareció en el video músical "Familiar Feeling" de Moloko.
En el 2005 interpretó a Frank Thorogood, el presunto asesino del co-fundador de los Rolling Stones, Brian Jones. 
En el 2006 apareció en la película Pu-239 donde interpretó a Timofey Berezin, un trabajador de una planta nuclear secreta rusa que se ve expuesto a una dosis letal de radiación.
También en el 2006 Paddy apareció en el video musical "Leave Before The Lights Come On" de Arctic Monkeys
En el 2007 apareció en la película The Bourne Ultimatum como el periodista Simon Ross del periódico The Guardian, que ha estado investigando "Treadstone". 
Ese mismo año unió al elenco de la película Hot Fuzz donde interpretó al detective sargento Andy Wainwright, un miembro de la estación de policía de Sandford. También escribió y dirigió el premiado cortometraje "Dog Altogether", protagonizado por Peter Mullan, el cual estuvo parcialmente basado en la vida del padre de Paddy. 
En el 2009 apareció en la miniserie Red Riding: In the Year of Our Lord 1980 donde interpretó al asistente de jefe de la policía Peter Hunter.
En el 2010 dio vida a Graham Purvis, un gurú especialista en autoayuda en la película Submarine.
En el 2011 interpretó por primera vez al detective Jack Whicher en la película The Suspicions of Mr Whicher: The Murder at Road Hill House, en el 2013 volvió a interpretar a Whicher ahora en la película The Suspicions of Mr Whicher: The Murder in Angel Lane y en el 2014 en las películas The Suspicions of Mr Whicher: Beyond the Pale y en The Suspicions of Mr Whicher: The Ties That Bind.
Ese mismo año se unió al elenco de la película Blitz donde interpretó al oficial Porter Nash, quien se une al sargento Tom Brant (Jason Statham) al asesino en serie de oficiales de policía Barry Weiss (Aidan Gillen).
En el 2013 interpretó a Steven Prince, un exmúsico en la película The World's End donde compartió créditos con los actores Simon Pegg y Rosamund Pike.
En el 2015 apareció en la película Child 44 donde dio vida a Vladimir "Vlad" Malevich.
A principios de octubre del mismo año se anunció que Paddy se había unido al elenco de la tercera temporada de la serie Peaky Blinders.
En 2022 se unió al elenco de La casa del dragón, precuela de la exitosa serie Juego de Tronos, interpretando al rey Viserys I Targaryen.

## Carrera musical
Paddy formó un grupo junto a Shane Meadows, Richard Eaton, Simon Hudson y Nick Hemming llamado "She Talks To Angels", en donde era el baterista.
Ahora es miembro de una banda de rock llamada "Riding the Low", la cual lanzó la canción "They Will Rob You Of Your Gifts" en el 2009 y su álbum "What Happened To The Get To Kno Ya?" en el 2013.

## Filmografía

### Películas
| Año  | Título                                            | Personaje                  | Notas                                                                                          |
| ---- | ------------------------------------------------- | -------------------------- | ---------------------------------------------------------------------------------------------- |
| 2025 | Deep Cover                                        | Fly                        |                                                                                                |
| 2021 | Wolf                                              | Dr. Mann                   |                                                                                                |
| 2018 | Journeyman                                        | Matty Burton               | junto a Jodie Whittaker, Paul Popplewell, Anthony Welsh, Tony Pitts                            |
| 2017 | La muerte de Stalin                               | Camarada Director Andréyev |                                                                                                |
| 2016 | The Girl with All the Gifts                       | -                          | junto a Gemma Arterton & Glenn Close                                                           |
| 2015 | Macbeth                                           | Banquo                     | junto a Michael Fassbender, Marion Cotillard, Sean Harris, Jack Reynor & David Thewlis         |
| 2015 | Miss You Already                                  | -                          | junto a Drew Barrymore, Dominic Cooper, Toni Collette, Jacqueline Bisset & Noah Huntley        |
| 2015 | Child 44                                          | Vladimir Malevich          | junto a Tom Hardy, Gary Oldman, Joel Kinnaman, Vincent Cassel & Jason Clarke                   |
| 2014 | The Suspicions of Mr Whicher: The Ties That Bind  | Det. Jack Whicher          | junto a Helen Bradbury, Richard Durden, James Northcote, Iain McKee & Alex Robertson           |
| 2014 | The Suspicions of Mr Whicher: Beyond the Pale     | Det. Jack Whicher          | junto a Nicholas Jones, Tim Pigott-Smith, Adrian Quinton & Raphael Brandman                    |
| 2014 | Pride                                             | Dai Donovan                | junto a Bill Nighy, Imelda Staunton, Dominic West & Andrew Scott                               |
| 2014 | Honour                                            | -                          | junto a William Ruane, Aiysha Hart, Faraz Ayub & Shubham Saraf                                 |
| 2014 | The Double                                        | Jack                       | junto a Mia Wasikowska, Wallace Shawn, Noah Taylor, James Fox & Phyllis Somerville             |
| 2013 | The World's End                                   | Steven Prince              | junto a Simon Pegg, Rosamund Pike, Martin Freeman, David Bradley & Bill Nighy                  |
| 2013 | The Suspicions of Mr Whicher:Murder in Angel Lane | Det. Jack Whicher          | junto a Olivia Colman, James Wilson, Andy Gathergood, William Beck & Shaun Dingwall            |
| 2013 | Girl on a Bicycle                                 | Derek Meech                | junto a Louise Monot, Vincenzo Amato, Nora Tschirner & Stéphane Debac                          |
| 2012 | Now is Good                                       | Padre de Tessa             | junto a Dakota Fanning, Olivia Williams, Jeremy Irvine, Kaya Scodelario & Rose Leslie          |
| 2011 | Blitz                                             | Det. Porter Nash           | junto a Jason Statham, Aidan Gillen, David Morrissey, Zawe Ashton & Luke Evans                 |
| 2011 | The Suspicions of Mr Whicher                      | Det. Jack Whicher          | junto a Peter Capaldi, Tom Georgeson, William Beck, Emma Fielding & Tim Pigott-Smith           |
| 2010 | Submarine                                         | Graham Purvis              | junto a Craig Roberts, Yasmin Paige, Sally Hawkins, Noah Taylor & Gemma Chan                   |
| 2009 | Le Donk & Scor-zay-zee                            | Le Donk                    | junto a Olivia Colman, Dean Palinczuk, Richard Graham, Seamus O'Neill & Shane Meadows          |
| 2009 | The Cry of the Owl                                | Robert Forrester           | junto a Julia Stiles, Karl Pruner, Phillip MacKenzie & Charlotte Sullivan                      |
| 2008 | My Zinc Bed                                       | Paul Peplow                | junto a Uma Thurman, Jonathan Pryce, Sara Powell & Veronica Quilligan                          |
| 2007 | The Bourne Ultimatum                              | Simon Ross                 | junto a Matt Damon, Julia Stiles, David Strathairn, Scott Glenn, Edgar Ramirez & Albert Finney |
| 2007 | Hot Fuzz                                          | Det. Andy Wainwright       | junto a Simon Pegg, Jim Broadbent, Timothy Dalton, Kenneth Cranham & Bill Nighy                |
| 2006 | Bosque de Sombras                                 | Norman                     | junto a Gary Oldman, Virginie Ledoyen, Lluís Homar, Álex Angulo & Patxi Bisquert               |
| 2006 | Pu-239                                            | Timofey Berezin            | junto a Radha Mitchell, Oscar Isaac, Steven Berkoff, Jason Flemyng & Mélanie Thierry           |
| 2005 | Stoned                                            | Frank Thorogood            | junto a Leo Gregory, David Morrissey, Ben Whishaw, Tuva Novotny & Amelia Warner                |
| 2005 | Cinderella Man                                    | Mike Wilson                | junto a Russell Crowe, Renée Zellweger, Paul Giamatti, Craig Bierko & Bruce McGill             |
| 2004 | My Summer of Love                                 | Phil                       | junto a Natalie Press, Emily Blunt, Dean Andrews & Michelle Byrne                              |
| 2004 | Dead Man's Shoes                                  | Richard                    | junto a Toby Kebbell, Gary Stretch, Jo Hartley, Seamus O'Neill & Stuart Wolfenden              |
| 2002 | Bouncer                                           | Hombre con Cuchillo        | corto - junto a Ronnie Fox, Shaun Parkes & Ray Winstone                                        |
| 2002 | My Wrongs 8245-8249 and 117                       | Él                         | corto - junto a Miranda Pleasence, Simon Greenall & Richard Lumsden                            |
| 2002 | In America                                        | Johnny                     | junto a Samantha Morton, Sarah Bolger, Emma Bolger & Djimon Hounsou                            |
| 2002 | Doctor Sleep                                      | Elliot Spruggs             | junto a Shirley Henderson, Goran Visnjic, Miranda Otto & Corin Redgrave                        |
| 2002 | 24 Hour Party People                              | Rob Gretton                | junto a Steve Coogan, Lennie James, Shirley Henderson, John Simm & Andy Serkis                 |
| 2001 | The Martins                                       | Editor                     | junto a Lee Evans, Ronnie Fox, Mark Strong, Linda Bassett, Owen Brenman & Ray Winstone         |
| 2001 | Happy Now                                         | Glen Marcus                | junto a Emmy Rossum, Richard Coyle, Jonathan Rhys Meyers, Om Puri & Ioan Gruffudd              |
| 2000 | Born Romantic                                     | Ray                        | junto a Craig Ferguson, Ian Hart, Jane Horrocks, Catherine McCormack & David Morrissey         |
| 2000 | Last Resort                                       | Marcus                     | junto a Dina Korzun, Artyom Strelnikov, Dave Bean & Adrian Scarborough                         |
| 1999 | A Room for Romeo Brass                            | Morell                     | junto a Bob Hoskins, Vicky McClure, Shane Meadows, Frank Harper & Darren O. Campbell           |

### Series de televisión
| Año       | Título                                   | Personaje                   | Notas             |
| --------- | ---------------------------------------- | --------------------------- | ----------------- |
| 2022-2024 | La casa del dragón                       | Viserys I Targaryen         | 11 episodios      |
| 2020      | The Outsider                             | Claude Bolton               | Miniserie         |
| 2016      | Peaky Blinders                           | Father John Hughes          | Tercera temporada |
| 2009      | Red Riding: In the Year of Our Lord 1980 | Asst. Ch. Cst. Peter Hunter | Miniserie         |

### Director y escritor
| Año  | Título           | Notas                                                    |
| ---- | ---------------- | -------------------------------------------------------- |
| 2011 | Tyrannosaur      | director & escritor (canción: "This Gun Loves You Back") |
| 2007 | Dog Altogether   | corto - director & escritor                              |
| 2004 | Dead Man's Shoes | escritor                                                 |

### Vídeos musicales
| Año  | Grupo          | Canción                           | Notas                        |
| ---- | -------------- | --------------------------------- | ---------------------------- |
| 2006 | Arctic Monkeys | "Leave Before The Lights Come On" | apareció en el video musical |
| 2003 | Coldplay       | "God Put A Smile Upon Your Face"  | apareció en el video musical |
| 2003 | Moloko         | "Familiar Feeling"                | apareció en el video musical |

## Premios y nominaciones
| Año  | Categoría                                                   | Premio                                | Película                                               | Resultado |
| ---- | ----------------------------------------------------------- | ------------------------------------- | ------------------------------------------------------ | --------- |
| 2013 | Best Leading Actor                                          | Dagger Award                          | The Suspicions of Mr Whicher: The Murder in Angel Lane | Nominado  |
| 2012 | Outstanding Debut by a British Writer, Director or Producer | BAFTA Film Award                      | Tyrannosaur (junto a Diarmid Scrimshaw)                | Ganaron   |
| 2012 | Best Film                                                   | Evening Standard British Film Award   | Tyrannosaur                                            | Nominado  |
| 2012 | Best Film Screenplay                                        | Writers' Guild of Great Britain Award | Tyrannosaur                                            | Nominado  |
| 2012 | Best Screenplay                                             | Evening Standard British Film Award   | Tyrannosaur                                            | Nominado  |
| 2012 | Best International Film                                     | Independent Spirit Award              | Tyrannosaur                                            | Nominado  |
| 2012 | Breakthrough British Filmmaker                              | ALFS Award                            | Tyrannosaur                                            | Nominado  |
| 2011 | Best First Feature                                          | Special Achievement Award             | Tyrannosaur                                            | Ganó      |
| 2011 | Best Film By An Emerging Director                           | CineVision Award                      | Tyrannosaur                                            | Ganó      |
| 2011 | Best Directorial Debut                                      | Bronze Horse Award                    | Tyrannosaur                                            | Ganó      |
| 2011 | -                                                           | Douglas Hickox Award                  | Tyrannosaur                                            | Ganó      |
| 2011 | Best Screenplay, Original                                   | Satellite Award                       | Tyrannosaur                                            | Ganó      |
| 2011 | Bronze Horse                                                | Stockholm Film Festival Award         | Tyrannosaur                                            | Nominado  |
| 2011 | Best International Feature                                  | Gold Hugo Award                       | Tyrannosaur                                            | Nominado  |
| 2011 | World Cinema - Dramatic                                     | Directing Award                       | Tyrannosaur                                            | Ganó      |
| 2011 | World Cinema - Dramatic                                     | Grand Jury Prize Award                | Tyrannosaur                                            | Nominado  |
| 2011 | Best Film                                                   | EuroCinema Hawai'i Award              | Tyrannosaur                                            | Nominado  |
| 2009 | Best Leading Actor                                          | Dagger Award                          | Red Riding: In the Year of Our Lord 1980               | Nominado  |
| 2008 | Best Director                                               | British Independent Film Award        | Tyrannosaur                                            | Nominado  |
| 2008 | Best Short Film (junto a Diarmid Scrimshaw)                 | BAFTA Film Award                      | Dog Altogether                                         | Ganaron   |
| 2007 | Best Short Film                                             | Silver Lion - Short Film Award        | Dog Altogether                                         | Ganó      |
| 2006 | Best Supporting Actor                                       | Chlotrudis Award                      | My Summer of Love                                      | Nominado  |
| 2006 | British Supporting Actor of the Year                        | ALFS Award                            | Cinderella Man                                         | Nominado  |
| 2005 | British Actor of the Year                                   | ALFS Award                            | Dead Man's Shoes                                       | Nominado  |
| 2005 | Best Actor                                                  | Evening Standard British Film Award   | Dead Man's Shoes                                       | Ganó      |
| 2005 | Best British Actor                                          | Empire Award                          | Dead Man's Shoes                                       | Ganó      |
| 2004 | Outstanding Performance by a Cast in a Motion Picture       | Actor Award                           | In America                                             | Nominados |
| 2004 | Best Performance by an Actor in a Motion Picture, Drama     | Golden Satellite Award                | In America                                             | Nominado  |
| 2004 | British Actor of the Year                                   | ALFS Award                            | In America                                             | Nominado  |
| 2004 | Best Actor                                                  | British Independent Film Award        | Dead Man's Shoes                                       | Nominado  |
| 2004 | Best Actor                                                  | OFTA Film Award                       | In America                                             | Nominado  |
| 2004 | Best Supporting Actor                                       | British Independent Film Award        | My Summer of Love                                      | Nominado  |
| 2004 | Best Director (junto a Shane Meadows)                       | British Independent Film Award        | Dead Man's Shoes                                       | Nominados |
| 2003 | Best Actor                                                  | British Independent Film Award        | In America                                             | Nominado  |
| 2000 | Best Actor                                                  | Thessaloniki Film Festival Award      | Last Resort                                            | Ganó      |